# Mercklin & Lösekann
Mercklin & Lösekann war ein Unternehmen in Seelze bei Hannover, das im Jahr 1888 erstmals die kommerzielle Produktion von Formaldehyd („Formalin“) für technische und pharmazeutische Zwecke im industriellen Maßstab durchführte.

## Geschichte
Die Chemiker Hermann Mercklin und Gerhardt Lösekann gründeten 1888 die Firma Mercklin & Lösekann in Seelze, wenngleich das von Mercklin gemeinsam mit York Schwartz (Alexander Ferdinand York Schwartz) angemeldete Patent für die „Verwendung von Formaldehyd und von Verbindungen des Formaldehyds zur Herstellung lichtempfindlicher Schichten und photographischer Entwickler“ erst am 15. Januar 1889 rechtswirksam wurde. Hermann Mercklin war laut einer Veröffentlichung von Günther Bugge aus dem Jahr 1943 der Erfinder des ersten technischen Formaldehydverfahrens gewesen. In seiner älteren Veröffentlichung von 1931 nannte Bugge als Miterfinder Gerhardt Lösekann und den Werkmeister Karl Ehinger.
Erste Muster von Formaldehyd wurden ab Mitte 1889 ausgeliefert. Bald wurden auch Paraformaldehyd, Hexamethylentetramin, Dimethoxymethan und Anhydroformaldehydanilin hergestellt. 1891 wurden die BASF, Schering und die Farbwerke Hoechst als Kunden gewonnen.
Während die „Chemische Fabrik ‚Seelze‘“ 1889 noch unter der Adresse Weinstraße 12 in der Südstadt von Hannover firmierte (Lage Standort Weinstraße 12), war Anfang der 1890er Jahre ein zusätzlicher Standort in der Tulpenstraße 9 in Seelze bekannt, als Standort von Seelzes erster Chemiefabrik, etwa dort, wo Anfang der 2000er Jahre das Fertigteilewerk der Firma Schuppertbau am Standort Hannoversche Straße 77 und der Lebensmitteldiskounter Lidl ihren Sitz hatten. (Lage Standort circa Hannoversche Straße 77)
Bei dem Produkt von Mercklin & Lösekann verblieb wie bei allen frühen Synthesen der nicht umgesetzte Anteil an Methanol in der Produktlösung und stabilisierte das Formaldehyd gegen Polymerisation. Dadurch konnten 40%ige Formaldehydlösungen ausgeliefert werden ohne Polymerbildung. Die Produktionsapparatur von Mercklin & Lösekann war in der Lage, etwa 50 kg Formaldehyd in 24 Stunden herstellen. Der Nachfrage stieg ständig, so dass zuletzt 12 solcher Apparate in Betrieb waren.
Bei Mercklin & Lösekann wurden auch neue Folgeprodukte entwickelt. Muster wurden an interessierende Firmen versandt. So entstanden neue Verwendungsmöglichkeiten für Formaldehyd. Die Formaldehydlösung wurde über die Kölner Firma Hartmann & Heimann verkauft. Sie diente zur Desinfektion, zum Beizen und Gerben, Härten von Leim und Konservierung von Farben.
Die aufblühende Fabrik in Seelze musste den benötigten Ausgangsstoff Methanol zukaufen, zumeist beim Verein für Chemische Industrie (VCI) in Mainz-Mombach. Damit hingen der Gewinn und auch der Fortbestand des Unternehmens Mercklin & Lösekann vom Methanolpreis ab.

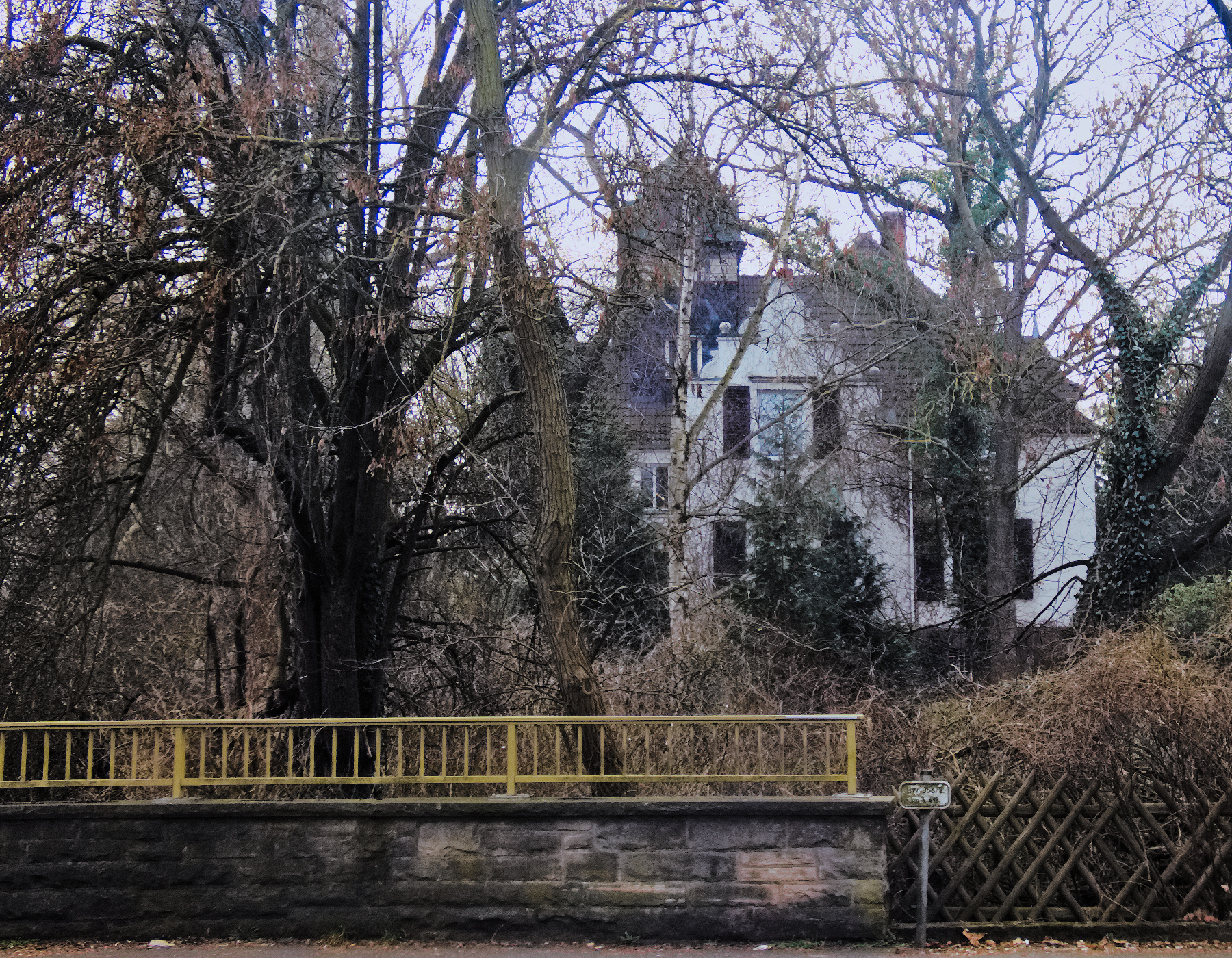
Villa Lösekann, der Wohnsitz von Gerhard Lösekann in Seelze

1895 gelang dem VCI die eigene Produktion von Formaldehyd und er belieferte ab 1897 Mercklin & Lösekann nicht mehr mit Methanol. Dadurch kam es zum Verkauf des Seelzer Werkes an die „Aktiengesellschaft für Trebertrocknung“ in Kassel, die sich als Hersteller von Holzkohle, Methanol und Essigsäure etablierte. Gerhard Lösekann verkaufte danach seine Villa Lösekann in Seelze und zog in die Uckermark. Hermann Mercklin blieb in Hannover bis zu seinem Tode.

## Formaldehydverfahren bei Mercklin & Lösekann
Der Katalysator bestand aus etwa 50 vertikalen Kupferstäben, wobei in der Kontaktzone zwischen den Stäben zusammengerollte Kupferdrahtspiralen eingebracht waren. Der Methanolzulauf wurde gleichmäßig gesteuert und der Luftstrom über siebartig angeordnete Löcher am Boden des Reaktionsgefässes angesaugt. Zum Aufstarten wurde im Reaktionsbereich an zwei gegenüberliegenden verschließbaren Öffnungen Luft eingelassen und damit ein zündfähiges Methanol-Luft-Gemisch erzeugt. Wie diese Zündvorrichtung in Betrieb genommen wurde, ist nicht beschrieben. Durch Kondensation der Abgase des Reaktors wurde die methanolische Formaldehydlösung gewonnen. Eine Abbildung der Apparatur befindet sich in der Literaturstelle. Da die Firmen, die technische Formaldehydsynthesen entwickelten, damals ihre Apparate geheim hielten, wurde über die Synthese bei Mercklin & Lösekann spekuliert.